# ZiLOG eZ80.

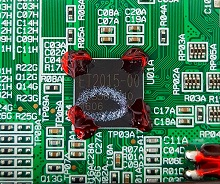
Procesador eZ80 usado dentro de una calculadora gráfica Ti-84 plus CE

El ZiLOG eZ80 es un microprocesador de 8 bits. Básicamente es una versión actualizada del modelo Z80 de la misma compañía.
El eZ80 es compatible a nivel binario con el Z80 y el Z180, al igual que el Zilog Z380, pero casi cuatro veces más rápido que el primero a la misma frecuencia de reloj. Está disponible en frecuencias de hasta 50 MHz (según su página web en octubre de 2006), lo cual permite una velocidad de proceso equiparable a la de un Z80 a 150 MHz si se usa memoria rápida (p.e., sin estados de espera, obteniendo una instrucción y al equivalente a 200MHZ para los datos). El eZ80 también soporta direccionamiento directo de 16 MB de memoria sin una MMU, extendiendo la mayoría de sus registros (HL, BC, DE, IX, IY, PC y SP) de 16 a 24 bits.
El procesador tiene una ALU de 24 bits y procesamiento solapado de varias instrucciones (también llamado pipeline) que son las dos razones principales de su velocidad. A diferencia de los más antiguos Z280 y Z380 no tiene (ni necesita) una memoria caché. En lugar de ello, está pensado para que funcione directamente con la SRAM rápida como memoria principal (ya que esta se ha vuelto más barata). Tampoco tiene el bus multiplexado del Z280, haciendo que sea igual de fácil trabajar con este como con el Z80 original y el Z180, e igualmente predecible en cuanto a tiempos de ejecución exactos.
El chip tiene una interfaz de memoria similar a la de la familia Z80, incluyendo las conexiones del bus de petición/reconocimiento y añade cuatro selectores de chip integrados. Hay versiones disponible con memoria Flash en el chip y SRAM de estado de espera cero en chip (hasta 256 kB de Flash y 16KB de SRAM). El eZ80 soporta una pila TCP/IP libre y un sistema operativo basado en XINU, al igual que un kernel de tiempo real.

## Variantes
- eZ80Acclaim! es una familia de circuitos integrados específicos de aplicación (ASSP) que incluyen hasta 128KB de memoria Flash, hasta 8KB de SRAM y puede operar hasta a 20MHz.
- eZ80AcclaimPlus! es una familia de ASSPs de conectividad que incluye hasta 256KB de memoria Flash, 16KB de SRAM y puede operar hasta a 50MHz. Añade un MAC Ethernet 10/100BaseT y una pila TCP/IP sobre la línea eZ80Acclaim.

## Otras lecturas
- Cantrell, Tom (febrero de 2002). «eZ Embedded Web». Circuit Cellar (139). Archivado desde el original el 10 de junio de 2011. Consultado el 15 de julio de 2009.
- Harston, J.G. (15 de abril de 1998). «Full eZ80 Opcode List». Consultado el 15 de julio de 2009.

- Datos: Q1042491
- Multimedia: Zilog eZ80 / Q1042491